# اچ‌ام‌اس اورلاندو (۱۸۵۸)
اچ‌ام‌اس اورلاندو (۱۸۵۸) (به انگلیسی: HMS Orlando (1858)) یک کشتی بود.